# Il sesto colpo
Il sesto colpo è il sesto romanzo poliziesco dello scrittore statunitense James Patterson della serie di libri con protagonista Lindsay Boxer, detective della polizia di San Francisco. Il ciclo che ha come personaggio principale il detective Boxer, verrà ribattezzato “le donne del Club Omicidi” proprio dal nome del club fondato dal detective Boxer e dalle sue amiche. In questo sesto romanzo, i traduttori italiani hanno ritenuto di omologarsi nuovamente al titolo imposto dall'autore, riprendendo la serie progressiva dei numeri interrotta in alcuni romanzi precedenti. In lingua originale, infatti, i titoli riportano i numeri sequenziali da 1 a 10. Nella traduzione italiana questa scelta non è stata del tutto accettata, tanto che il quarto e il quinto libro portano titolo completamente diversi dall'originale.

## Trama
Momenti difficili per il detective Boxer: è sabato mattina quando viene avvisata dal suo capo di una sparatoria avvenuta su un traghetto e, quando arriva sul luogo del delitto, scopre che uno dei feriti è la sua amica patologa Claire. Mentre la donna giace nel letto d'ospedale tentando di riprendersi, a Lindsay capita il peggio: prima viene retrocessa a sergente (al suo posto viene messo un collega) e in seguito, un grave errore sul ritrovamento di una bambina scomparsa la fa nuovamente vacillare. Nel frattempo non vi è traccia del folle che ha sparato sul traghetto, e della piccola sparita non si sa nulla. Yuki Castellano, inoltre, sta per fare i conti con la sua prima bruciante grossa sconfitta, in un caso che non credeva di poter perdere. Cindy Thomas, ormai reporter di cronaca nera affermata, è anch'essa nei guai: nel suo palazzo si stanno verificando tragici e inspiegabili incidenti. Le ragazze sono davvero entrate in una spirale di negatività, e non sanno come uscirne, con una di loro fuori gioco. Ma come nel gioco d'azzardo, basta una buona mano per rimettere le cose al loro posto e, anche se non così facilmente, ognuna delle protagoniste sistemerà le proprie vicende, per trovarsi ancora una volta compatte e scoprire che il vecchio adagio “quando si chiude una porta si apre un portone” è vero.